# Бобровников, Николай Фёдорович
Николай Фёдорович Бобровников (англ. Nicholas Theodore Bobrovnikoff, 29 апреля 1896, Марковка, Российская империя — 21 марта 1988, Беркли, Калифорния, США) — американский астроном, спектроскопист, профессор университета штата Огайо, директор астрономической обсерватории Перкинса в Дэлавере, Огайо.

## Биография
Бобровников родился в 1896 года в селе Марковка (сегодня Луганская область). Отец Фёдор Васильевич Бобровников 1856 года рождения был главой поселения Марковка, владел лесопилкой. Мать Елена Бобровникова в девичестве Гаврилова. После окончания Краковской гимназии учился в Петрограде в Политехническом (ЦГИА СПб, ф. 478, оп. 3, д. 687) и в Горном институте (1914—1916), а затем с 1917 года в Харьковском университете на кафедре астрономии. Его учителем был известный астроном Людвиг Струве, с сыном которого Отто Людвиговичем Струве, в будущем выдающимся американским астрономом, Бобровников учился на одном отделении. Став офицером Российской армии, в 1918 году присоединился к армии Деникина, был тяжело ранен, перенёс тиф. В феврале 1920 года переправлен на остров Кипр, затем после выздоровления перебрался в Прагу и смог продолжить обучение в Русском институте под руководством астрофизиков В. В. Стратонова и И. И. Сикоры.
В 1924 году эмигрировал в США, учился в Чикагском университете, где в 1927 году успешно защитил докторскую диссертацию под руководством выдающегося астрофизика директора Йеркской обсерватории Эдвина Фроста. Некоторое время работал в обсерватории Чикагского университета, затем продолжил свои исследования в докторантуре Калифорнийского университета и в Ликской обсерватории.
Последним местом работы стал Уэслиянский Университет штата Огайо. Бобровников прошёл путь от ассистента (assistant professor) (1930—1934), доцента (associate professor) (1935—1945) и профессора (full professor) (1945—1966). Одновременно с 1934 года исполнял обязанности директора обсерватории Перкинса, с 1937 года и до 1951 года был её директором.
В 1966 году ушёл в отставку и переехал в Беркли, Калифорния, где прожил всю оставшуюся жизнь. В этом же году получил звание заслуженного профессора университета Огайо.

## Наследие
Николай Бобровников занимался изучением спектров и фотометрии звёзд и комет, сравнением оценок их блеска, выполненных с помощью инструментов разной силы. Методика Бобровникова и выведенные им формулы используются и по сегодняшний день.
Широкую известность получили его работы по исследованию кометы Галлея, проведённые в 1909—1911 годах. Он впервые идентифицировал в старых спектрах кометы Галлея линии простой органической молекулы CH в 1931 г. Им был собран огромный фотометрический материал, составлен обширный каталог физических наблюдений небесных тел: 4500 фотометрических исследований 45 комет. В 1942 году Бобровников опубликовал итоговую статью «Физическая теория комет в свете спектроскопических данных», на данных которой базируются основы физической теории комет. Эти данные до сих пор используются учёными.
Изучал природу астероидов. Ещё одним важным результатом исследований спектров астероидов было доказательство того, что они, в отличие от комет, светят отражённым светом солнца, а значит, не имеют газовых оболочек. Бобровников также изучал спектроскопию звёзд и опубликовал работу «Молекулярные полосы в звёздных спектрах». В 1967 г. опубликовал свою последнюю статью «Дотелескопическая топография Луны», где рассматривал взгляды древних астрономов на природу спутника Земли.

## Увековечивание памяти
В честь ученого был назван астероид, открытый в немецкой обсерватории в 1919 году — 2637 Bobrovnikoff.

## Научные труды
- Кометы и космогония. // Мироведение, 1930, № 1;
- Происхождение астероидов. // Успехи астрономических наук, 1931, вып. 1;
- Bobrovnikoff, N.T. The physical theory of comets in the light of spectroscopic data // Rev. Mod. Phys., 1942, v. 14, 164—178
- Bobrovnikoff, N. T. Halley’s Comet and Its Apparition of 1909—1911 // Publications of the Lick Observatory, 1931б 17, pt. 2, 309—482